# همین
هِمین (haemin؛ فریک کلرید هم) یک پورفیرینِ حاوی آهن با کلر است که می‌تواند از یک گروه هم، مانند هم بی که در هموگلوبین خون انسان یافت می‌شود، تشکیل شود.

## شیمی
هِمین در واقع پروتوپورفیرین IX حاوی یک یون فریک (۳+Fe) است که با لیگاند کلرید کوئوردینه شده‌است.
از نظر شیمیایی، تفاوت هِمین با هماتین در یون کوئوردینه شده‌است. در هِمین، یون کوئوردینه شده کلرید است، در حالی که یون کوئوردینه شده در هماتین، هیدروکسید است. یون آهن در هم، فروس(۲+Fe) است، در حالی که در همین و هماتین، (۳+Fe) است.
هِمین به صورت درون‌زا در بدن انسان تولید می‌شود، به عنوان مثال در جریان گردش گلبول‌های قرمز قدیمی. این ماده می‌تواند در نتیجه همولیز یا آسیب عروقی به شکل نامناسب شکل بگیرد. چندین پروتئین در خون انسان به هِمین متصل می‌شوند، مانند هموپکسین و آلبومین سرم.

## تاریخچه سنتز و جداسازی
هِمین اولین بار در سال ۱۸۵۳ توسط لودویک کارول تایشمن از خون، به شکل متبلور تهیه شد. تایشمن کشف کرد که رنگدانه‌های خون می‌توانند بلورهای میکروسکوپی تشکیل دهند؛ بنابراین، گاهی اوقات بلورهای هِمین به عنوان «بلورهای تایشمن» نیز شناخته می‌شوند. هانس فیشر نخستین بار هِمین را سنتز کرد، که به خاطر آن در سال ۱۹۳۰ برنده جایزه نوبل شیمی شد. روش فیشر شامل قرار دادن خون دفیبرینه در معرض محلول سدیم کلرید در استیک اسید است.

## همچنین ببینید
- هم اکسیژناز
- هم آرژینات
- هموزویین